# Record asiatici del nuoto
I record asiatici del nuoto sono i tempi più veloci mai nuotati in una competizione, da un nuotatore rappresentante una nazione asiatica.
(Dati aggiornati al 2 Ottobre 2024)

## Vasca lunga (50 m)

### Uomini
| Gara                     | Tempo    | +  | Atleta                                                                                      | Nazionalità   | Data                          | Evento                              | Luogo                               | Ref    |
| ------------------------ | -------- | -- | ------------------------------------------------------------------------------------------- | ------------- | ----------------------------- | ----------------------------------- | ----------------------------------- | ------ |
| Stile libero             |          |    |                                                                                             |               |                               |                                     |                                     |        |
| 50 m                     | 21"64    |    | Shuya Matsumoto                                                                             | Giappone      | 27 luglio 2025                | Campionati giapponesi               | Shizuoka, Giappone                  |        |
| 100 m                    | 46"40    |    | Pan Zhanle                                                                                  | Cina          | 31 luglio 2024                | Giochi olimpici                     | Parigi, Francia                     |        |
| 200 m                    | 1'44"39  |    | Sun Yang                                                                                    | Cina          | 25 luglio 2017                | Campionati mondiali                 | Budapest, Ungheria                  | [ 1 ]  |
| 400 m                    | 3'40"14  |    | Sun Yang                                                                                    | Cina          | 28 luglio 2012                | Giochi olimpici                     | Londra, Regno Unito                 | [ 2 ]  |
| 800 m                    | 7'32"12  |    | Zhang Lin                                                                                   | Cina          | 29 luglio 2009                | Campionati mondiali                 | Roma, Italia                        | [ 3 ]  |
| 1500 m                   | 14'31"02 |    | Sun Yang                                                                                    | Cina          | 4 agosto 2012                 | Giochi olimpici                     | Londra, Regno Unito                 | [ 4 ]  |
| Dorso                    |          |    |                                                                                             |               |                               |                                     |                                     |        |
| 50 m                     | 24"24    |    | Junya Koga                                                                                  | Giappone      | 2 agosto 2009                 | Campionati mondiali                 | Roma, Italia                        | [ 5 ]  |
| 100 m                    | 51"86    |    | Xu Jiayu                                                                                    | Cina          | 12 aprile 2017                | Campionati cinesi                   | Tsingtao, Cina                      | [ 6 ]  |
| 200 m                    | 1'52"51  |    | Ryōsuke Irie                                                                                | Giappone      | 31 luglio 2009                | Campionati mondiali                 | Roma, Italia                        | [ 7 ]  |
| Rana                     |          |    |                                                                                             |               |                               |                                     |                                     |        |
| 50 m                     | 26"20    | sf | Qin Haiyang                                                                                 | Cina          | 25 luglio 2023                | Campionati mondiali                 | Fukuoka, Giappone                   | [ 8 ]  |
| 100 m                    | 57"69    |    | Qin Haiyang                                                                                 | Cina          | 24 luglio 2023 6 ottobre 2023 | Campionati mondiali Coppa del mondo | Fukuoka, Giappone Berlino, Germania | [ 9 ]  |
| 200 m                    | 2'05"48  |    | Qin Haiyang                                                                                 | Cina          | 28 luglio 2023                | Campionati mondiali                 | Fukuoka, Giappone                   |        |
| Farfalla                 |          |    |                                                                                             |               |                               |                                     |                                     |        |
| 50 m                     | 22"93    | sf | Joseph Schooling                                                                            | Singapore     | 23 luglio 2017                | Campionati mondiali                 | Budapest, Ungheria                  | [ 10 ] |
| 100 m                    | 50"39    |    | Joseph Schooling                                                                            | Singapore     | 12 agosto 2016                | Giochi olimpici                     | Rio de Janeiro, Brasile             | [ 11 ] |
| 200 m                    | 1'52"53  |    | Daiya Seto                                                                                  | Giappone      | 18 gennaio 2020               | FINA Champions Swim Series          | Pechino, Cina                       |        |
| Misti                    |          |    |                                                                                             |               |                               |                                     |                                     |        |
| 200 m                    | 1'54"62  |    | Wang Shun                                                                                   | Cina          | 24 settembre 2023             | Giochi asiatici                     | Hangzhou, Cina                      | [ 12 ] |
| 400 m                    | 4'06"05  |    | Kōsuke Hagino                                                                               | Giappone      | 6 agosto 2016                 | Giochi olimpici                     | Rio de Janeiro, Brasile             | [ 13 ] |
| Staffette a stile libero |          |    |                                                                                             |               |                               |                                     |                                     |        |
| 4x100 m                  | 3'10"88  |    | Pan Zhanle (47"07) Chen Juner (48"00) Hong Jinquan (48"27) Wang Haoyu (47"55)               | Cina          | 28 settembre 2023             | Giochi Asiatici                     | Hangzou, Cina                       |        |
| 4x200 m                  | 7'01"73  |    | Yang Jae-hoon (1'46"83) Lee Ho-joon (1'45"36) Kim Woo-min (1'44"50) Hwang Sun-woo (1'45"04) | Corea del Sud | 25 settembre 2023             | Giochi Asiatici                     | Hangzou, Cina                       | [ 14 ] |
| Staffetta mista          |          |    |                                                                                             |               |                               |                                     |                                     |        |
| 4x100 m                  | 3'27"01  |    | Xu Jiayu (52"05) Qin Haiyang (57"63) Wang Changhao (50"68) Pan Zhanle (46"65)               | Cina          | 26 settembre 2023             | Giochi asiatici                     | Hangzhou, Cina                      |        |

Legenda:  - Record del mondo;

Record non ottenuti in finale: (b) - batteria; (sf) - semifinale; (s) - staffetta prima frazione.

### Donne
| Gara                     | Tempo    | +               | Atleta                                                                                 | Nazionalità | Data              | Evento                | Luogo                        | Ref    |
| ------------------------ | -------- | --------------- | -------------------------------------------------------------------------------------- | ----------- | ----------------- | --------------------- | ---------------------------- | ------ |
| Stile libero             |          |                 |                                                                                        |             |                   |                       |                              |        |
| 50 m                     | 23"97    |                 | Liu Xiang                                                                              | Cina        | 26 settembre 2021 | Giochi nazionali      | Xi'an, Cina                  |        |
| 100 m                    | 52"02    |                 | Siobhán Haughey                                                                        | Hong Kong   | 8 ottobre 2023    | Coppa del mondo       | Berlino, Germania            | [ 15 ] |
| 200 m                    | 1'53"92  |                 | Siobhán Haughey                                                                        | Hong Kong   | 28 luglio 2021    | Giochi olimpici       | Tokyo, Giappone              |        |
| 400 m                    | 3'58"21  |                 | Li Bingjie                                                                             | Cina        | 27 luglio 2025    | Campionati mondiali   | Kallang, Singapore           |        |
| 800 m                    | 8'14"64  |                 | Wang Jianjiahe                                                                         | Cina        | 30 marzo 2019     | Campionati cinesi     | Tsingtao, Cina               |        |
| 1500 m                   | 15'41"49 | b               | Wang Jianjiahe                                                                         | Cina        | 26 luglio 2021    | Giochi olimpici       | Tokyo, Giappone              |        |
| Dorso                    |          |                 |                                                                                        |             |                   |                       |                              |        |
| 50 m                     | 26"98    |                 | Liu Xiang                                                                              | Cina        | 21 agosto 2018    | Giochi asiatici       | Giacarta, Indonesia          | [ 16 ] |
| 100 m                    | 58"70    | s               | Aya Terakawa                                                                           | Giappone    | 4 agosto 2013     | Campionati mondiali   | Barcellona, Spagna           | [ 17 ] |
| 200 m                    | 2'06"46  |                 | Zhao Jing                                                                              | Cina        | 14 novembre 2010  | Giochi asiatici       | Canton, Cina                 | [ 18 ] |
| Rana                     |          |                 |                                                                                        |             |                   |                       |                              |        |
| 50 m                     | 29"51    |                 | Tang Qianting                                                                          | Cina        | 18 febbraio 2024  | Campionati mondiali   | Doha, Qatar                  | [ 19 ] |
| 100 m                    | 1'04"39  |                 | Tang Qianting                                                                          | Cina        | 20 aprile 2024    | Campionati cinesi     | Shenzhen, Cina               | [ 20 ] |
| 200 m                    | 2'19"65  |                 | Rie Kanetō                                                                             | Giappone    | 9 aprile 2016     | Campionati giapponesi | Tokyo, Giappone              | [ 21 ] |
| Farfalla                 |          |                 |                                                                                        |             |                   |                       |                              |        |
| 50 m                     | 25"05    |                 | Zhang Yufei                                                                            | Cina        | 29 luglio 2023    | Campionati mondiali   | Canet-en-Roussillon, Francia |        |
| 100 m                    | 55"62    | b               | Zhang Yufei                                                                            | Cina        | 29 settembre 2020 | Campionati cinesi     | Tsingtao, Cina               |        |
| 200 m                    | 2'01"81  | Record mondiale | Liu Zige                                                                               | Cina        | 21 ottobre 2009   | 11i giochi nazionali  | Jinan, Cina                  | [ 22 ] |
| Misti                    |          |                 |                                                                                        |             |                   |                       |                              |        |
| 200 m                    | 2'07"57  |                 | Ye Shiwen                                                                              | Cina        | 31 luglio 2012    | Giochi olimpici       | Londra, Regno Unito          | [ 23 ] |
| 400 m                    | 4'28"43  |                 | Ye Shiwen                                                                              | Cina        | 28 luglio 2012    | Giochi olimpici       | Londra, Regno Unito          | [ 24 ] |
| Staffette a stile libero |          |                 |                                                                                        |             |                   |                       |                              |        |
| 4x100 m                  | 3'30"30  |                 | Yang Junxuan (52"48) Cheng Yujie (52"76) Zhang Yufei (52"75) Wu Qingfeng (52"31)       | Cina        | 29 luglio 2024    | Giochi olimpici       | Parigi, Francia              |        |
| 4x200 m                  | 7'40"33  |                 | Yang Junxuan (1'54"37) Tang Muhan (1'55"00) Zhang Yufei (1'55"66) Li Bingjie (1'55"30) | Cina        | 29 luglio 2021    | Giochi olimpici       | Tokyo, Giappone              |        |
| Staffetta mista          |          |                 |                                                                                        |             |                   |                       |                              |        |
| 4x100 m                  | 3'52"19  |                 | Zhao Jing (58"98) Chen Huijia (1'04"12) Jiao Liuyang (56"28) Li Zhesi (52"81)          | Cina        | 1 agosto 2009     | Campionati mondiali   | Roma, Italia                 | [ 25 ] |

Legenda:  - Record del mondo;

Record non ottenuti in finale: (b) - batteria; (sf) - semifinale; (s) - staffetta prima frazione.

### Mista
| Gara                     | Tempo   | + | Atleta                                                                        | Nazionalità | Data             | Evento              | Luogo           | Ref    |
| ------------------------ | ------- | - | ----------------------------------------------------------------------------- | ----------- | ---------------- | ------------------- | --------------- | ------ |
| Staffetta a stile libero |         |   |                                                                               |             |                  |                     |                 |        |
| 4x100 m                  | 3'21"18 |   | Pan Zhanle (47"29) Wang Haoyu (47"41) Li Binjie (53"11) Yu Yiting (53"37)     | Cina        | 17 febbraio 2024 | Campionati mondiali | Doha, Qatar     | [ 26 ] |
| Staffetta mista          |         |   |                                                                               |             |                  |                     |                 |        |
| 4x100 m                  | 3'37"55 |   | Xu Jiayu (52"13) Qin Haiyang (57"82) Zhang Yufei (55"64) Yang Junxuan (51"96) | Cina        | 3 agosto 2024    | Giochi olimpici     | Parigi, Francia |        |

Legenda:  - Record del mondo;

Record non ottenuti in finale: (b) - batteria; (sf) - semifinale; (s) - staffetta prima frazione.

## Vasca corta (25m)

### Uomini
| Gara                     | Tempo    | +               | Atleta                                                                                          | Nazionalità   | Data              | Evento                        | Luogo                  | Ref    |
| ------------------------ | -------- | --------------- | ----------------------------------------------------------------------------------------------- | ------------- | ----------------- | ----------------------------- | ---------------------- | ------ |
| Stile libero             |          |                 |                                                                                                 |               |                   |                               |                        |        |
| 50 m                     | 20"95    |                 | Kosuke Matsui                                                                                   | Giappone      | 26 ottobre 2019   | Campionati giapponesi         | Tokyo, Giappone        |        |
| 100 m                    | 45"77    |                 | Pan Zhanle                                                                                      | Cina          | 15 dicembre 2022  | Campionati mondiali           | Melbourne, Australia   |        |
| 200 m                    | 1'39"72  |                 | Hwang Sun-woo                                                                                   | Corea del Sud | 18 dicembre 2022  | Campionati mondiali           | Melbourne, Australia   |        |
| 400 m                    | 3'34"59  |                 | Park Tae-hwan                                                                                   | Corea del Sud | 6 dicembre 2016   | Campionati mondiali           | Windsor, Canada        | [ 27 ] |
| 800 m                    | 7'33"78  |                 | Shogo Takeda                                                                                    | Giappone      | 17 dicembre 2022  | Campionati mondiali           | Melbourne, Australia   |        |
| 1500 m                   | 14'15"51 |                 | Park Tae-hwan                                                                                   | Corea del Sud | 11 dicembre 2016  | Campionati mondiali           | Windsor, Canada        | [ 28 ] |
| Dorso                    |          |                 |                                                                                                 |               |                   |                               |                        |        |
| 50 m                     | 22"70    |                 | Xu Jiayu                                                                                        | Cina          | 3 novembre 2018   | Coppa del Mondo               | Pechino, Cina          |        |
| 100 m                    | 48"88    |                 | Xu Jiayu                                                                                        | Cina          | 11 novembre 2018  | Coppa del Mondo               | Tokyo, Giappone        | [ 29 ] |
| 200 m                    | 1'48"25  |                 | Masaki Kaneko                                                                                   | Giappone      | 17 gennaio 2016   | Tokyo Swimming Meet           | Tokyo, Giappone        | [ 30 ] |
| Rana                     |          |                 |                                                                                                 |               |                   |                               |                        |        |
| 50 m                     | 25"72    |                 | Sun Jiajun                                                                                      | Cina          | 28 settembre 2024 | Campionati cinesi             | Wuhan, Cina            |        |
| 100 m                    | 55"77    |                 | Yuya Hinomoto                                                                                   | Giappone      | 16 ottobre 2021   | Campionati giapponesi         | Tokyo, Giappone        |        |
| 200 m                    | 2'00"35  |                 | Daiya Seto                                                                                      | Giappone      | 16 dicembre 2022  | Campionati mondiali           | Melbourne, Australia   |        |
| Farfalla                 |          |                 |                                                                                                 |               |                   |                               |                        |        |
| 50 m                     | 21"96    |                 | Sun Jiajun                                                                                      | Cina          | 25 settembre 2024 | Campionati cinesi             | Wuhan, Cina            |        |
| 100 m                    | 49"25    |                 | Li Zhuhao                                                                                       | Cina          | 13 dicembre 2018  | Campionati mondiali           | Hangzhou, Cina         |        |
| 200 m                    | 1'46"85  | Record mondiale | Tomoru Honda                                                                                    | Giappone      | 22 ottobre 2022   | Campionati giapponesi         | Tokyo, Giappone        |        |
| Misti                    |          |                 |                                                                                                 |               |                   |                               |                        |        |
| 100 m                    | 51"29    |                 | Daiya Seto                                                                                      | Giappone      | 28 ottobre 2021   | Coppa del Mondo               | Kazan', Russia         |        |
| 200 m                    | 1'50"47  |                 | Kōsuke Hagino                                                                                   | Giappone      | 5 dicembre 2014   | Campionati mondiali           | Doha, Qatar            | [ 31 ] |
| 400 m                    | 3'54"81  | Record mondiale | Daiya Seto                                                                                      | Giappone      | 20 dicembre 2019  | International Swimming League | Las Vegas, Stati Uniti |        |
| Staffette a stile libero |          |                 |                                                                                                 |               |                   |                               |                        |        |
| 4x50 m                   | 1'23"80  |                 | Kosuke Matsui (21"26) Masahiro Kawane (20"79) Takeshi Kawamoto (20"79) Katsumi Nakamura (20"96) | Giappone      | 15 dicembre 2022  | Campionati mondiali           | Melbourne, Australia   |        |
| 4x100 m                  | 3'07"79  |                 | Katsumi Nakamura (47"05) Shinri Shioura (46"39) Reo Sakata (47"12) Kōsuke Hagino (47"23)        | Giappone      | 3 dicembre 2014   | Campionati mondiali           | Doha, Qatar            | [ 32 ] |
| 4x200 m                  | 6'47"53  |                 | Ji Xinjie (1'42"67) Xu Jiayu (1'41"68) Sun Yang (1'41"25) Wang Shun (1'41"93)                   | Cina          | 13 dicembre 2018  | Campionati mondiali           | Hangzhou, Cina         |        |
| Staffetta mista          |          |                 |                                                                                                 |               |                   |                               |                        |        |
| 4x50 m                   | 1'31"28  |                 | Takeshi Kawamoto (22"93) Yuya Hinomoto (25"64) Yuya Tanaka (22"13) Masahiro Kawane (20"58)      | Giappone      | 17 dicembre 2022  | Campionati mondiali           | Melbourne, Australia   |        |
| 4x100 m                  | 3'21"07  |                 | Ryōsuke Irie (49"95) Yasuhiro Koseki (55"91) Takeshi Kawamoto (49"58) Katsumi Nakamura (45"63)  | Giappone      | 16 dicembre 2018  | Campionati mondiali           | Hangzhou, Cina         |        |

Legenda:  - Record del mondo;

Record non ottenuti in finale: (b) - batteria; (sf) - semifinale; (s) - staffetta prima frazione.

### Donne
| Gara                     | Tempo    | +               | Atleta                                                                                     | Nazionalità   | Data                             | Evento                                  | Luogo                                | Ref    |
| ------------------------ | -------- | --------------- | ------------------------------------------------------------------------------------------ | ------------- | -------------------------------- | --------------------------------------- | ------------------------------------ | ------ |
| Stile libero             |          |                 |                                                                                            |               |                                  |                                         |                                      |        |
| 50 m                     | 23"75    |                 | Siobhán Haughey                                                                            | Hong Kong     | 26 agosto 2021                   | International Swimming League           | Napoli, Italia                       | [ 33 ] |
| 100 m                    | 50"79    |                 | Siobhán Haughey                                                                            | Hong Kong     | 4 dicembre 2021                  | International Swimming League           | Eindhoven, Paesi Bassi               |        |
| 200 m                    | 1'50''31 | Record mondiale | Siobhán Haughey                                                                            | Hong Kong     | 16 dicembre 2021                 | Campionati mondiali                     | Abu Dhabi, Emirati Arabi Uniti       |        |
| 400 m                    | 3'51"30  | Record mondiale | Li Bingjie                                                                                 | Cina          | 27 ottobre 2022                  | Campionati cinesi                       | Pechino, Cina                        |        |
| 800 m                    | 7'59"44  |                 | Wang Jianjiahe                                                                             | Cina          | 6 ottobre 2018                   | Coppa del Mondo                         | Budapest, Ungheria                   |        |
| 1500 m                   | 15'41"80 |                 | Li Bingjie                                                                                 | Cina          | 28 ottobre 2022                  | Campionati cinesi                       | Pechino, Cina                        |        |
| Dorso                    |          |                 |                                                                                            |               |                                  |                                         |                                      |        |
| 50 m                     | 25"82    |                 | Zhao Jing                                                                                  | Cina          | 10 novembre 2009                 | Coppa del Mondo                         | Stoccolma, Svezia                    | [ 34 ] |
| 100 m                    | 55"23    |                 | Shiho Sakai                                                                                | Giappone      | 15 novembre 2009                 | Coppa del Mondo                         | Berlino, Germania                    | [ 35 ] |
| 200 m                    | 2'00"18  |                 | Shiho Sakai                                                                                | Giappone      | 14 novembre 2009                 | Coppa del Mondo                         | Berlino, Germania                    | [ 36 ] |
| Rana                     |          |                 |                                                                                            |               |                                  |                                         |                                      |        |
| 50 m                     | 28"82    |                 | Tang Qianting                                                                              | Cina          | 29 settembre 2024                | Campionati cinesi                       | Wuhan, Cina                          |        |
| 100 m                    | 1'02"66  | sf              | Tang Qianting                                                                              | Cina          | 25 settembre 2024                | Campionati cinesi                       | Wuhan, Cina                          |        |
| 200 m                    | 2'15"76  |                 | Rie Kanetō                                                                                 | Giappone      | 9 ottobre 2016                   | Coppa del Mondo                         | Doha, Qatar                          | [ 37 ] |
| Farfalla                 |          |                 |                                                                                            |               |                                  |                                         |                                      |        |
| 50 m                     | 24"71    |                 | Rikako Ikee Zhang Yufei                                                                    | Giappone Cina | 13 gennaio 2018 14 dicembre 2022 | Campionati di Tokyo Campionati mondiali | Tokyo, Giappone Melbourne, Australia | [ 38 ] |
| 100 m                    | 55"25    |                 | Lu Ying                                                                                    | Cina          | 7 dicembre 2014                  | Campionati mondiali                     | Doha, Qatar                          | [ 39 ] |
| 200 m                    | 2'00"78  |                 | Liu Zige                                                                                   | Cina          | 15 novembre 2009                 | Coppa del Mondo                         | Berlino, Germania                    | [ 40 ] |
| Misti                    |          |                 |                                                                                            |               |                                  |                                         |                                      |        |
| 100 m                    | 57"75    |                 | Rikako Ikee                                                                                | Giappone      | 15 novembre 2017                 | Coppa del Mondo                         | Tokyo, Giappone                      | [ 41 ] |
| 200 m                    | 2'03"93  |                 | Yui Ōhashi                                                                                 | Giappone      | 14 novembre 2020                 | International Swimming League           | Budapest, Ungheria                   | [ 42 ] |
| 400 m                    | 4'22"73  |                 | Yui Ōhashi                                                                                 | Giappone      | 10 novembre 2018                 | Coppa del Mondo                         | Tokyo, Giappone                      |        |
| Staffette a stile libero |          |                 |                                                                                            |               |                                  |                                         |                                      |        |
| 4x50 m                   | 1'35"00  |                 | Cheng Yujie (24"27) Zhang Yufei (23"12) Zhu Menghui (23"90) Wu Qingfeng (23"71)            | Cina          | 21 dicembre 2021                 | Campionati mondiali                     | Abu Dhabi, Emirati Arabi Uniti       |        |
| 4x100 m                  | 3'29"81  |                 | Tang Yi (52"27) Zhu Qianwei (52"60) Pang Jiaying (52"94) Li Zhesi (52"00)                  | Cina          | 18 dicembre 2010                 | Campionati mondiali                     | Dubai, Emirati Arabi Uniti           | [ 43 ] |
| 4x200 m                  | 7'34"08  |                 | Li Bingjie (1'54"56) Yang Junxuan (1'53"06) Zhang Yuhan (1'53"94) Wang Jianjiahe (1'52"52) | Cina          | 15 dicembre 2018                 | Campionati mondiali                     | Hangzhou, Cina                       |        |
| Staffetta mista          |          |                 |                                                                                            |               |                                  |                                         |                                      |        |
| 4x50 m                   | 1'44"31  |                 | Fu Yuanhui (26"20) Suo Ran (29"63) Wang Yichun (24"84) Wu Yue (23"64)                      | Cina          | 12 dicembre 2018                 | Campionati mondiali                     | Hangzhou, Cina                       |        |
| 4x100 m                  | 3'47"41  |                 | Peng Xuwei (57"12) Tang Qianting (1'03"25) Zhang Yufei (54"93) Cheng Yujie (52"11)         | Cina          | 21 dicembre 2021                 | Campionati mondiali                     | Abu Dhabi, Emirati Arabi Uniti       |        |

Legenda:  - Record del mondo;

Record non ottenuti in finale: (b) - batteria; (sf) - semifinale; (s) - staffetta prima frazione.

### Mista
| Gara                     | Tempo   | + | Atleta                                                                            | Nazionalità | Data             | Evento              | Luogo                | Ref |
| ------------------------ | ------- | - | --------------------------------------------------------------------------------- | ----------- | ---------------- | ------------------- | -------------------- | --- |
| Staffetta a stile libero |         |   |                                                                                   |             |                  |                     |                      |     |
| 4x50 m                   | 1'29"61 |   | Katsumi Nakamura (21"03) Kosuke Matsui (20"90) Aya Sato (23"62) Runa Imai (23"96) | Giappone    | 12 dicembre 2018 | Campionati mondiali | Hangzhou, Cina       |     |
| Staffetta mista          |         |   |                                                                                   |             |                  |                     |                      |     |
| 4x50 m                   | 1'37"31 |   | Wang Gukailai (23"74) Yan Zibei (25"41) Zhang Yufei (24"54) Wu Qingfeng (23"62)   | Cina        | 14 dicembre 2022 | Campionati mondiali | Melbourne, Australia |     |

Legenda:  - Record del mondo;

Record non ottenuti in finale: (b) - batteria; (sf) - semifinale; (s) - staffetta prima frazione.